# Diether Krebs
Diether Krebs (* 11. August 1947 in Essen; † 4. oder 5. Januar 2000 in Hamburg) war ein deutscher Schauspieler, Kabarettist und Komiker.
Diether Krebs in Party für eine Leiche am Bochumer Schauspielhaus, Juni 1972

Link zum Bild

## Leben und beruflicher Werdegang

### Jugend und erste Erfolge
Diether Krebs wuchs als Sohn des Kaufmanns Herbert Krebs und seiner Frau Ingeborg, geb. Kenter, im Essener Südostviertel auf. Dort führten die Eltern in der Kurfürstenstraße gegenüber dem Wasserturm am Steeler Berg ein Geschäft für Bürobedarf und Schreibwaren, das Krebs’ Großvater Friedrich Heinrich Kenter 1925 gegründet hatte. Die Familie mütterlicherseits stammt ursprünglich aus Bösingfeld (Kreis Lippe). Die schwierigen Zeiten der unmittelbaren Nachkriegszeit trafen auch ihn und seine Angehörigen. Im Alter von 15 Jahren wurde er in ein Dorf auf dem Land geschickt. Der Jugendliche genoss das Leben im Dorf und knüpfte schnell Kontakte. Seine Erlebnisse dort haben sich in seinem Gedächtnis eingeprägt und er verarbeitete Erfahrungen aus dieser Zeit später in seinen Sketchen.
Während seiner Schulzeit am Essener Humboldt-Gymnasium sammelte Krebs erste Theatererfahrungen und gehörte einer Laienspielgruppe an. Da ihn die Schauspielerei und das Theater immer mehr interessierten, brach er das Gymnasium ab und begann eine Schauspielausbildung an der Folkwang-Hochschule in Essen-Werden. Sein erstes Engagement bekam er 1970 am Stadttheater Oberhausen, wo er in der Rolle eines Clowns auftrat. Ein weiteres Engagement führte ihn 1971 an das Schauspielhaus Bochum unter Peter Zadek. An dem Haus konnte er zeigen, dass er auch in ernsthaften und politischen Rollen überzeugte.
Daneben folgten kleinere Auftritte in Film und Fernsehen. Hierunter war bemerkenswert vor allem seine Rolle in Zoff (1971) – neben später so bekannten Schauspielern wie Jürgen Prochnow und Claus Theo Gärtner.
Aufmerksamkeit erlangte Krebs ab 1973 in Wolfgang Menges Fernsehserie Ein Herz und eine Seele durch seine Rolle als schnoddriger „Sozi“-Schwiegersohn „Michael Graf“ von „Alfred Tetzlaff“ (Heinz Schubert). Seine damalige Freundin Hildegard Krekel spielte seine Ehefrau und hatte ihn zu dieser Rolle gebracht. Auf Bitten des produzierenden WDR sollte der Serie in der Fortsetzung die „Schärfe“ genommen werden. Daraufhin stieg er nach einem Streit mit dem Regisseur über „mangelnde Qualität der Bücher“ 1974 aus der Serie aus. Die Ekel-Alfred-Gattin Elisabeth Wiedemann beendete auch ihre Zusammenarbeit. Die Produktion der zweiten Staffel der Serie wurde nach nur vier Folgesendungen wegen zu niedriger Einschaltquoten eingestellt.
Zurück am Schauspielhaus Bochum hatte die Theatervariante von Ein Herz und eine Seele im Bochumer Mittagstheater wiederum einen großen Zuspruch. Aufgrund von Streitigkeiten mit dem Intendanten Zadek, dem der Schauspieler zu intellektuell gewesen sei, verließ er das Theater. Seine eigene Theatergründung war nicht vom Erfolg beschienen, nach wenigen Vorstellungen musste Krebs aufgeben.
In der Folgezeit war Krebs in zahlreichen Rollen auf dem Bildschirm präsent, sowohl in leichten Unterhaltungsserien als auch in anspruchsvollen Fernsehspielen: 1975 holte ihn Peter Zadek neben Heinz Bennent, Hannelore Hoger und Hermann Lause für Eiszeit vor die Fernsehkamera, ein Stück, welches seine deutsche Erstaufführung am 15. März 1973 im Schauspielhaus Bochum hatte, an denen Intendant und Schauspieler tätig waren. 1980 spielte er neben Eberhard Feik eine Hauptrolle in Die Judenbuche nach der Erzählung von Annette von Droste-Hülshoff.
In der 1981 ausgestrahlten Weihnachtsserie Silas spielte er den fiesen Zirkusdirektor Phillip, der mit seiner Partnerin vor Misshandlungen an Silas und Diebstählen nicht zurückschreckt. Die Rolle als gemeiner und kaltblütiger Fiesling nimmt man Krebs jederzeit ab. Dies war wohl seine letzte länger angelegte ernste Rolle in seiner Schauspielkarriere.

### Der Krimi-Darsteller
1978 wechselte der Schauspieler ins Krimi-Ressort: Acht Jahre lang (1978 bis 1986) gab er neben Werner Kreindl und Bernd Herzsprung den stets mürrischen Kriminalobermeister „Dieter Herle“ in der Serie SOKO 5113. Die Rolle wurde mit der Zeit immer mehr auf Diether Krebs zugeschnitten. Ein Auftritt als Tatort-Kommissar 1979 blieb bei einer Episode; nur einmal verkörperte Diether Krebs in der Folge Alles umsonst unter der Regie von Hartmut Griesmayr den Ermittler Nagel. Als Gaststar war er jedoch häufiger im Tatort zu sehen, später auch im Polizeiruf 110 und in Der Alte.

### Komiker, Texter und Kabarettist
Erfolgreicher agierte Krebs als Kabarettist und als Komiker: 1981 gehörte er neben Beatrice Richter und Klaus Havenstein zur Stammbesetzung von Rudis Tagesshow von und mit
Rudi Carrell. Die Persiflage auf die Tagesschau mit vielen politischen Anspielungen erzeugte mehrfach Kontroversen. Auch diese Serie verließ Krebs wegen Unstimmigkeiten mit dem produzierenden Sender. Kultstatus erlangte er mit der von 1984 bis 1986 produzierten Comedy-Serie Sketchup. Zunächst mit Beatrice Richter, später mit Iris Berben als Partnerin überzeugte der Schauspieler als wandlungsfähiger Komödiant in wechselnden Rollen und Kostümierungen. Auch im Ausland, etwa in Belgien, war Sketchup sehr populär. 1990 startete seine Sketchshow Voll daneben – Gags mit Diether Krebs. Mit Serien wie Knastmusik (1989, u. a. mit Rolf Zacher) und Lauter nette Nachbarn (1990, u. a. mit Diana Körner) festigte Krebs seinen Ruf als Komödiant. Im Jahre 1982 war er an der Textung des Hits Currywurst von Herbert Grönemeyer beteiligt.

### Der Schauspieler, Sänger und Moderator
In den folgenden Jahren pendelte Diether Krebs nahezu nahtlos zwischen Klamotte und Qualität: 1986 hatte er einen Kurzauftritt als Friseur „Hubsi“ in Helmut Dietls Erfolgs-Mehrteiler Kir Royal. 1992 übernahm er eine Rolle in der Katastrophenfilm-Satire Moebius von Matti Geschonneck. Dazwischen agierte er 1991 in einer Nebenrolle als Fernfahrer „Harry“ in der Wende-Komödie Go Trabi Go von Peter Timm. Im selben Jahr stürmte er als Sänger die deutschen Charts: Als einfältiger Öko-Freak Martin im selbstgestrickten Rentierpullover mit Zottelhaar wurde er für einige Zeit zur Kultfigur und verkörperte diesen Charakter auch weiterhin bei Bühnenauftritten. Er belegte zusammen mit Gundula mit Ich bin der Martin, ne (Martin My Love) im Jahre 1991 Platz 3 der deutschen Hitparade, der Nachfolgetitel Santamarghuaritanobiledimontepulciano – Du kleines Fischerdorf erreichte immerhin noch Platz 23. Krebs trat auch als Moderator auf und moderierte u. a. seit 1996 die Silvester-Gala des MDR und 1999 zusammen mit Tom Pauls die Verleihung der „Goldenen Henne“, des Medienpreises der Illustrierten Superillu und Super TV, ebenfalls im MDR.

### Schwierige Jahre und Comeback
Krebs’ letzte Lebensjahre waren gekennzeichnet durch abnehmenden Erfolg und schwere Krankheit. Seine RTL-Show R.O.S.T. – Die Diether-Krebs-Show (1993, u. a. mit Hugo Egon Balder), in der er drei Rollen gleichzeitig spielte, wurde nach 13 Folgen abgesetzt. Auch die Sat.1-Comedy-Serie Der Dicke und der Belgier mit dem belgischen Komiker Carry Goossens wurde 1998 wegen schlechter Quote eingestellt. Zu der Zeit war der Schauspieler schon schwer krank und musste sich einer Lungenoperation unterziehen. In dieser Zeit entwickelte Krebs eine neue Bühnenfigur: „Herr Krups“ (in Personalunion mit „Mutti Hildegard Krebs“: „Ich bin alt und trotzdem geil“), ein drolliger Spießbürger mit Pepita-Hut, Hornbrille und schiefen Zähnen. Mit diesem Programm startete Krebs 1998 von Berlin aus eine Tournee, auf der er auch eine eigene Version der Ruhrpott-Hymne auf die Currywurst zum Besten gab. Beim Text wirkte er selber mit; die Musik zu dem durch Herbert Grönemeyer bekannt gewordenen Lied stammte vom ehemaligen Moderator des WWF Club, Jürgen Triebel.

### Die letzte Rolle
1999 spielte Krebs seine letzte Rolle in der Ruhrpott-Actionkomödie Bang Boom Bang – Ein todsicheres Ding. Als zwielichtiger Spediteur Werner Kampmann zog er unter der Regie von Peter Thorwarth noch einmal alle Register seines komödiantischen Könnens. Bereits drei Jahre zuvor, 1996, hatte er in einem 15-minütigen Kurzfilm mit dem Titel Was nicht passt, wird passend gemacht desselben Regisseurs mitgewirkt, als dieser noch Student an der Hochschule für Fernsehen und Film München war. Auch in der langen Verleihversion mit dem gleichen Titel, Was nicht passt, wird passend gemacht, sollte Krebs den Bauunternehmer Willi Wiesenkamp geben. Er starb jedoch acht Monate vor dem Drehbeginn. Krebs zu Ehren ist er in einer Einblendung auf einer Fotomontage gemeinsam mit seinem „Ersatz“ Dietmar Bär zu sehen, der seinen Filmsohn Werner spielt.

### Tod und Grabstätte

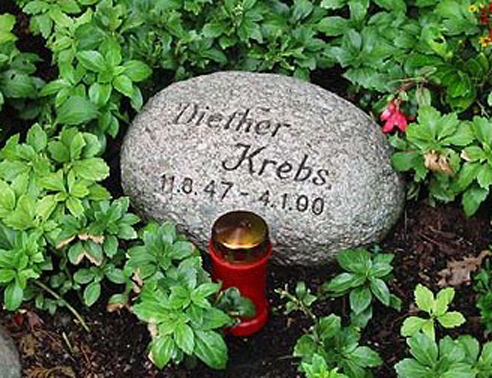
Grabstein von Diether Krebs auf dem Ostfriedhof Essen

Diether Krebs, der zeitlebens starker Raucher war, starb in der Nacht vom 4. auf den 5. Januar 2000 im Alter von 52 Jahren an den Folgen eines Lungenkrebsleidens. Auf seinem Grabstein ist der 4. Januar festgehalten, wohingegen damalige Pressemeldungen den frühen Morgen des 5. Januar als Todeszeitpunkt nannten. Drei Tage vor seinem Tod stand er noch auf der Bühne. Zu seiner Bestattung kamen über 2.000 Menschen. Seine beiden letzten Wünsche wurden Diether Krebs erfüllt: Er wurde auf dem Ostfriedhof Essen begraben, in unmittelbarer Nähe seiner Eltern – mit einem außergewöhnlichen Grabstein. Am Kopfende des Grabes liegt ein nur handgroßer Kieselstein mit den Lebensdaten.

### Familie
Diether Krebs war seit 1979 mit Walburga Bettina Freifrau von Leoprechting-Krebs (* 28. November 1947 in Eutin; † 6. April 2006 in Hamburg) verheiratet, die ebenfalls an Lungenkrebs starb. Da seine Frau beruflich als Diplom-Übersetzerin am Thalia-Theater verpflichtet war, lebte die Familie seit 1985 in Hamburg. Die beiden Söhne Moritz (* 28. September 1979, Fernsehregisseur und -produzent) und Till (* 1. Oktober 1985) wirkten als Kameraleute an der Reportage Diether mit ‚h‘ Krebs über ihren Vater mit (Erstsendung im WDR am 3. August 2007). Sein Patenonkel war der Essener Rechtsanwalt, SPD-Politiker und nordrhein-westfälische Justiz- und Finanzminister Diether Posser.

## Erinnerung
Im Gedenken an den in unmittelbarer Nachbarschaft aufgewachsenen Schauspieler und Kabarettisten benannte 2011 die Stadt Essen den Park am historischen Wasserturm am Steeler Berg im Essener Südostviertel zum „Diether-Krebs-Platz“ um.

## Filmografie
- 1971: Zoff
- 1971: Die tollkühnen Penner / Komm in die Wanne, Schätzchen / Mit Cadillac und Bettelsack
- 1973–1974: Ein Herz und eine Seele (Fernsehserie)
- 1973: Zu Gast in unserem Land (Fernsehserie)
- 1973: Sechs unter Millionen (Fernsehserie)
- 1975: Du entkommst uns nicht (Fernsehfilm)
- 1975: Eiszeit
- 1976: Ein Fall für Stein (Fernsehserie)
- 1976: Block 7 (Fernsehserie)
- 1977: Lokalseite unten links (Fernsehserie)
- 1978–1986: SOKO 5113 (Fernsehserie)
- 1978: Café Wernicke (Fernsehserie)
- 1978: Ein Mann will nach oben (Fernsehserie)
- 1978: Der rostrote Ritter (Fernsehserie)
- 1978: Tatort: Himmelfahrt (Fernsehfilm)
- 1979: Die unsterblichen Methoden des Franz Josef Wanninger – Frau Fink lebt gefährlich
- 1979/1983: Der Alte (Fernsehserie)
- 1979: St. Pauli-Landungsbrücken (Fernsehserie)
- 1979: Tatort: Alles umsonst (Fernsehfilm)
- 1979: Es begann bei Tiffany (Fernsehfilm)
- 1979: Fallstudien (Fernsehfilm)
- 1980: Die Judenbuche (Fernsehfilm)
- 1981: Jeans (Fernsehfilm)
- 1981: Rudis Tagesshow (Fernsehserie)
- 1981: Silas (Fernsehserie)
- 1982: Beim Bund (9-teilige Fernsehserie)
- 1982: Wir haben uns doch mal geliebt (Fernsehfilm)
- 1982: Die unsterblichen Methoden des Franz Josef Wanninger – Wiedersehen macht Freude
- 1982: Ein Fall für zwei (Fernsehserie, Folge 8, Der Jäger als Hase)
- 1982: Es muß nicht immer Mord sein (Fernsehserie)
- 1983: Jakob und Adele (Fernsehserie, ZDF)
- 1983: Die wilden Fünfziger
- 1983: Das Traumschiff: Karibik (Fernsehreihe)
- 1984–1986: Sketchup (Fernsehserie)
- 1985: Weißblaue Geschichten (Fernsehserie)
- 1985: Schöne Ferien – Urlaubsgeschichten aus Singapur und Malaysien (Fernsehreihe)
- 1985: Der letzte Zivilist (Le dernier civil), Fernsehfilm
- 1985: Sterne fallen nicht vom Himmel (Fernsehfilm)
- 1986: Geschichten aus der Heimat (Fernsehserie) Episode: Loreley in Kollerum
- 1986: Was zu beweisen war (Fernsehfilm)
- 1986: Abschiedsvorstellung (Fernsehfilm)
- 1986: Kir Royal (Fernsehserie)
- 1987: Evelyn und die Männer (Fernsehfilm)
- 1987: Beule oder Wie man einen Tresor knackt (Fernsehfilm)
- 1987: Ein Fall für TKKG (Fernsehserie)
- 1987: Der elegante Hund (Fernsehserie)
- 1987: Ein Fall für zwei (Fernsehserie, Folge 51, Wertloses Alibi)
- 1987/1997: Liebling Kreuzberg (Fernsehserie)
- 1988/1991: Der Fahnder (Fernsehserie)
- 1988: Kasse bitte! (Fernsehserie)
- 1988: Justitias kleine Fische (Fernsehserie)
- 1988: Hessische Geschichten (Fernsehserie)
- 1989: Bastard (Dreiteiler)
- 1989: Knastmusik (Fernsehserie)
- 1989: Ein Prachtexemplar (Fernsehfilm)
- 1989: Der Landarzt (Fernsehserie)
- 1989: Tatort: Schmutzarbeit (Fernsehfilm)
- 1990: Lauter nette Nachbarn (Fernsehserie)
- 1990: Hotel Paradies (Fernsehserie, ZDF)
- 1990: Die glückliche Familie (Fernsehserie)
- 1990: Tatort: Zeitzünder (Fernsehfilm)
- 1990: Voll daneben – Gags mit Diether Krebs (Sketchreihe)[24]
- 1991: Linda
- 1991: Go Trabi Go
- 1991: Die Männer vom K3 – Auge um Auge (Fernsehserie)
- 1992: Tatort: Blindekuh (Fernsehfilm)
- 1992: Eurocops (Fernsehserie)
- 1992: Moebius
- 1993: R.O.S.T. – Die Diether Krebs Show (Fernsehserie)
- 1993: Flash – Der Fotoreporter (Fernsehserie)
- 1995: Polizeiruf 110: Roter Kaviar (Fernsehfilm)
- 1996: Bei Aufschlag Mord (Fernsehfilm)
- 1996: King of Evergreen (Fernsehfilm)
- 1996: Unser Lehrer Doktor Specht (Fernsehserie)
- 1997: Geschichten aus der Heimat (Fernsehserie)
- 1997: Was nicht paßt, wird passend gemacht (Kurzfilm)
- 1997: Diamanten küßt man nicht (Fernsehfilm)
- 1997: Großstadtrevier (Fernsehserie)
- 1997: Die Drei (Fernsehserie)
- 1998: Der Dicke und der Belgier (Fernsehserie)
- 1998: Der Kinderhasser / Ein Kinderstar im Waisenhaus (Fernsehfilm)
- 1999: Bang Boom Bang – Ein todsicheres Ding
- 2000: Das Amt (Fernsehserie)
- 2000: Alphateam – Die Lebensretter im OP (Fernsehserie)

## Diskografie

### Alben
- 1992: Martin, ne…?!
- 1998: Gestatten, mein Name ist Krups
- 2000: Diether Krebs und ungebetene Gäste: Das Album zur letzten Tour (Livealbum)
- 2005: Unvergessen: Seine größten Erfolge als Martin, Herr Krups und Mutti Hildegard Krebs (Kompilation)

### Singles
- 1991: Ich bin der Martin, ne…?!
- 1991: Santamarghuaritanobiledimontepulciano – Du kleines Fischerdorf
- 1992: Martins ganz einsame Weihnachten
- 1992: Martins Reim

## Filmdokumentationen
- Diether mit „h“ Krebs. Porträt von Rüdiger Daniel und Winni Gahlen. WDR 2007, 45 Minuten.
- Die Besten im Westen: Diether Krebs. Porträt von Rüdiger Daniel, Winni Gahlen und Martin Schlierkamp. WDR 2007, 45 Minuten.
- Ein Abend für den legendären Diether Krebs. Porträt von Winni Gahlen. NDR 2009, 90 Minuten.
- Lachen mit Diether Krebs: Das Allerlustigste! Die besten Gags, die schönsten Sketche. Porträt von Christian Stöffler und Olaf Schmidt. NDR 2020, 90 Minuten.
- Diether Krebs – Der Größte. Dokumentation von Christian Stöffler und Thomas Kutsche, präsentiert von Iris Berben. NDR/SWR 2022, 99 Minuten.

## Auszeichnungen
- Goldene Kamera 1988 in Silber:[27] in der Kategorie Beste Comedy, (Sketchup)[28]
- RSH-Gold 1992: in der Kategorie „Comedy des Jahres“